# 9778 Ісабельалльєнде
9778 Ізабельалльєнде (9778 Isabelallende) — астероїд головного поясу, відкритий 12 серпня 1994 року.
Тіссеранів параметр щодо Юпітера — 3,485.